# Ray Tolbert
Raymond "Ray" Lee Tolbert (Anderson, Indiana, 10 de septiembre de 1958) es un exjugador de baloncesto estadounidense que disputó 5 temporadas en la NBA, además de jugar en la CBA, la liga italiana y en la Liga ACB. Con 2,05 metros de estatura, jugaba en la posición de ala-pívot.

## Trayectoria deportiva

### Universidad
Tras haber jugado el McDonald's All-American Team en 1977, jugó durante cuatro temporadas con los Hoosiers de la Universidad de Indiana, en las que promedió 11,2 puntos y 6,9 rebotes por partido. En 1981 ganó junto con su equipo el título de campeones de la NCAA, tras batir a Michigan State en la final.

### Profesional
Fue elegido en la decimoctava posición del Draft de la NBA de 1981 por New Jersey Nets, donde tras apenas participar en 12 partidos, fue traspaspasado a Seattle Supersonics mediada la temporada a cambio de James Bailey. Con los Sonics tampoco tuvo demasiada suerte, siendo de nuevo traspasado a mitad de la temporada siguiente a Detroit Pistons, donde jugaría los minutos de la basura durante dos temporadas, hasta que fue despedido. Decidió en ese momento aceptar la oferta del Basket Mestre de la liga italiana, donde jugaría una temporada, promediando 20 puntos y 9 rebotes por partido.
Al año siguiente regresaría a Estados Unidos, jugando dos temporadas en cuatro equipos diferentes de la CBA, volviendo a la NBA en la temporada 1987-88, cuando firmó como agente libre por New York Knicks, de donde fue despedido tras 11 partidos disputados. Logró un nuevo contrato profesional con Los Angeles Lakers esa misma temporada, donde disputó 14 encuentros en los que promedió 3,0 puntos y 1,4 rebotes por noche, antes de ser nuevamente cortado. Al año siguiente firmó con Atlanta Hawks, donde se mantuvo toda la temporada, pero apenas dispuso de 7 minutos de juego por encuentro. Tras este nuevo contratiempo, regresó a Europa, jugando en el Irge Desio y en el Unicaja de Málaga de la Liga ACB, acabando su carrera en la CBA.

## Estadísticas de su carrera en la NBA

### Temporada regular
| Temporada | Edad | Equipo              | Liga | P   | TIT | MIN  | TC  | TCA | %TC  | 3P  | 3PA | %3P  | TL  | TLA | %TL  | R.OF. | R.DEF. | REB | ASIS | ROB | TAP | PER | FP  | PTS |
| 1981-82   | 23   | TOTAL               | NBA  | 64  | 0   | 9.5  | 1.6 | 3.2 | .495 | 0.0 | 0.0 | .000 | 0.3 | 0.5 | .543 | 0.8   | 1.2    | 2.0 | 0.5  | 0.2 | 0.3 | 0.7 | 1.3 | 3.4 |
| 1981-82   | 23   | New Jersey Nets     | NBA  | 12  | 0   | 9.6  | 1.7 | 3.7 | .455 | 0.0 | 0.1 | .000 | 0.3 | 0.7 | .500 | 0.9   | 1.3    | 2.3 | 0.7  | 0.3 | 0.2 | 1.0 | 1.6 | 3.7 |
| 1981-82   | 23   | Seattle SuperSonics | NBA  | 52  | 0   | 9.5  | 1.5 | 3.0 | .506 | 0.0 | 0.0 | .000 | 0.3 | 0.5 | .556 | 0.8   | 1.2    | 1.9 | 0.5  | 0.2 | 0.3 | 0.6 | 1.2 | 3.4 |
| 1982-83   | 24   | TOTAL               | NBA  | 73  | 2   | 15.2 | 2.2 | 4.3 | .500 | 0.0 | 0.0 | .000 | 0.7 | 1.4 | .505 | 1.0   | 2.3    | 3.3 | 0.7  | 0.4 | 0.6 | 1.1 | 2.1 | 5.0 |
| 1982-83   | 24   | Seattle SuperSonics | NBA  | 45  | 2   | 15.8 | 2.2 | 4.2 | .526 | 0.0 | 0.0 | .000 | 0.5 | 1.0 | .545 | 1.0   | 2.3    | 3.4 | 0.7  | 0.4 | 0.5 | 1.1 | 2.2 | 5.0 |
| 1982-83   | 24   | Detroit Pistons     | NBA  | 28  | 0   | 14.1 | 2.0 | 4.4 | .460 | 0.0 | 0.0 | .000 | 1.0 | 2.1 | .475 | 0.9   | 2.3    | 3.3 | 0.7  | 0.4 | 0.8 | 1.1 | 2.0 | 5.1 |
| 1983-84   | 25   | Detroit Pistons     | NBA  | 49  | 0   | 9.7  | 1.3 | 2.5 | .529 | 0.0 | 0.0 | .000 | 0.5 | 0.9 | .511 | 0.9   | 1.1    | 2.0 | 0.5  | 0.2 | 0.4 | 0.5 | 1.8 | 3.1 |
| 1987-88   | 29   | TOTAL               | NBA  | 25  | 0   | 10.4 | 1.4 | 2.8 | .507 | 0.0 | 0.0 |      | 0.8 | 1.2 | .633 | 0.9   | 1.3    | 2.2 | 0.4  | 0.3 | 0.2 | 0.8 | 1.6 | 3.6 |
| 1987-88   | 29   | New York Knicks     | NBA  | 11  | 0   | 16.1 | 1.7 | 3.7 | .463 | 0.0 | 0.0 |      | 0.8 | 1.5 | .529 | 1.3   | 1.9    | 3.2 | 0.5  | 0.5 | 0.2 | 0.9 | 2.3 | 4.3 |
| 1987-88   | 29   | Los Angeles Lakers  | NBA  | 14  | 0   | 5.9  | 1.1 | 2.0 | .571 | 0.0 | 0.0 |      | 0.7 | 0.9 | .769 | 0.6   | 0.8    | 1.4 | 0.4  | 0.2 | 0.2 | 0.8 | 1.0 | 3.0 |
| 1988-89   | 30   | Atlanta Hawks       | NBA  | 50  | 0   | 6.8  | 0.8 | 1.9 | .426 | 0.0 | 0.0 |      | 0.5 | 0.7 | .622 | 0.6   | 1.1    | 1.8 | 0.3  | 0.3 | 0.3 | 0.7 | 1.1 | 2.1 |
| Total     |      |                     | NBA  | 261 | 2   | 10.7 | 1.5 | 3.1 | .495 | 0.0 | 0.0 | .000 | 0.5 | 1.0 | .544 | 0.8   | 1.5    | 2.3 | 0.5  | 0.3 | 0.4 | 0.8 | 1.6 | 3.6 |

### Playoffs
| Temporada | Edad | Equipo              | Liga | P | MIN | TCA | TC | 3PA | 3P | TLA | TL | R.OF. | REB | ASIS | ROB | TAP | PER | FP | PTS | %TC  | %3P | %FT  | MIN | PTS | REB | AST |
| 1981-82   | 23   | Seattle SuperSonics | NBA  | 4 | 31  | 3   | 5  | 0   | 0  | 4   | 8  | 1     | 5   | 1    | 4   | 0   | 0   | 7  | 10  | .600 |     | .500 | 7.8 | 2.5 | 1.3 | 0.3 |
| 1983-84   | 25   | Detroit Pistons     | NBA  | 1 | 2   | 0   | 0  | 0   | 0  | 0   | 0  | 0     | 0   | 0    | 0   | 0   | 0   | 0  | 0   |      |     |      | 2.0 | 0.0 | 0.0 | 0.0 |
| Total     |      |                     | NBA  | 5 | 33  | 3   | 5  | 0   | 0  | 4   | 8  | 1     | 5   | 1    | 4   | 0   | 0   | 7  | 10  | .600 |     | .500 | 6.6 | 2.0 | 1.0 | 0.2 |